# Costa Hobbs
|  |

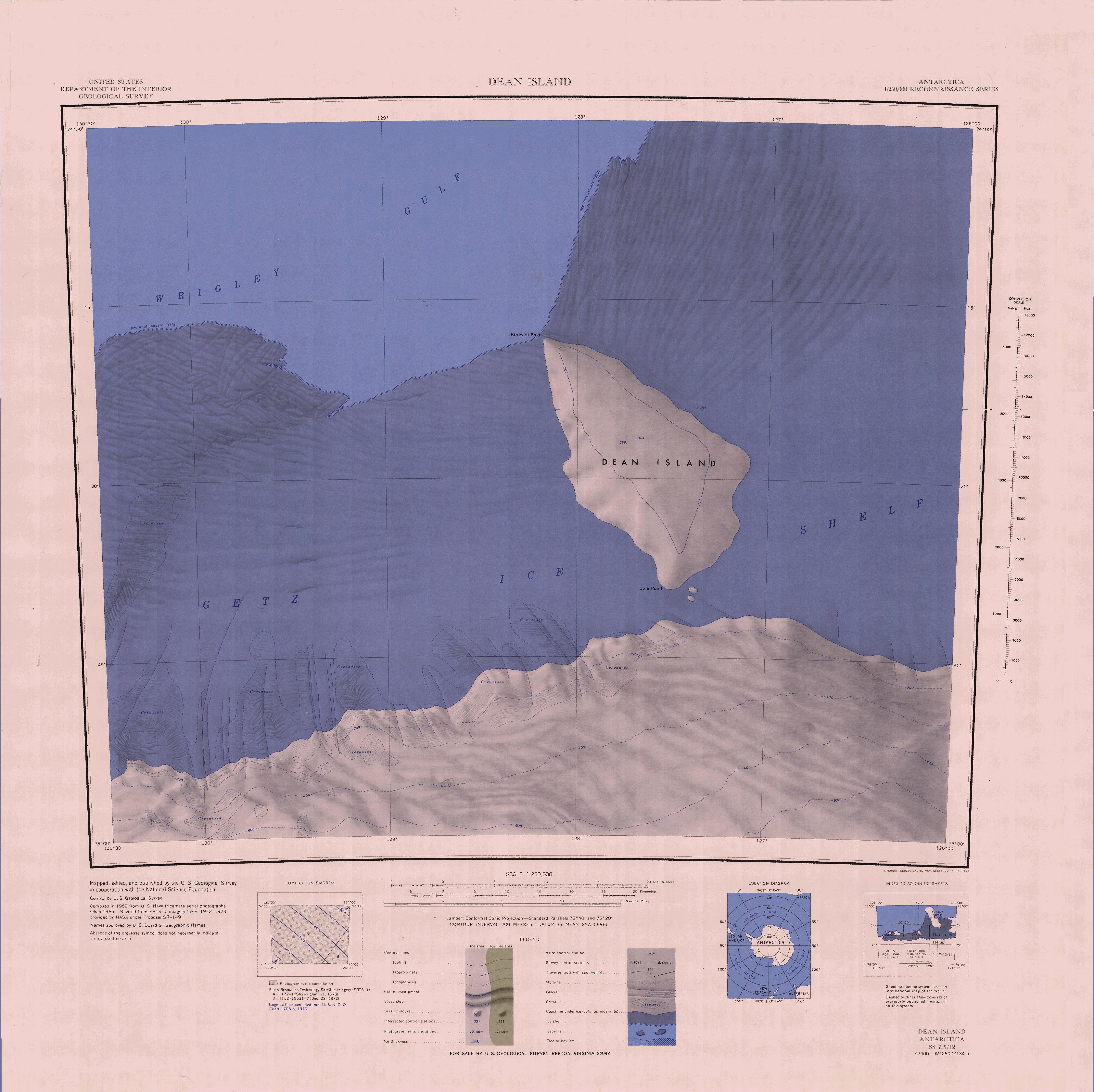
Mapa de reconocimiento topográfico de la isla Dean.

La costa Hobbs es una porción de la Tierra de Marie Byrd en la Antártida. Se extiende desde el punto más oriental de la isla Dean (74°42′S 127°05′O / -74.700, -127.083), que la separa de la costa Bakutis, hasta el cabo Burks (74°45′S 136°50′O / -74.750, -136.833) que marca la entrada este de la bahía Hull, que la separa de la costa Ruppert.
Esta costa fue descubierta por miembros del Servicio Antártico de los Estados Unidos entre 1939 y 1941 y denominada en honor del profesor William H. Hobbs de la Universidad de Míchigan, un glaciólogo especializado en historia y geografía polar. El Servicio Geológico de los Estados Unidos cartografió completamente la costa Hobbs mediante expediciones en el terreno y por fotografías aéreas desde aviones de la Armada de los Estados Unidos entre 1959 y 1966.
La costa Hobbs es terra nullius que no es reclamada por ningún país, y como el resto de la Antártida al sur del paralelo 60° S, se halla afectada por los términos del Tratado Antártico.